# 판처파우스트 작전
판처파우스트 작전(독일어: Unternehmen Panzerfaust 운테르네멘 판처파우스트[*])은 1944년 10월 독일 국방군이 헝가리 왕국을 나치 독일 편으로 묶어두기 위해 시행한 작전이다. 독일의 총통 아돌프 히틀러는 헝가리 왕국의 호르티 미클로시가 헝가리 영토 내로 들어오는 붉은 군대와 비밀리에 항복 협상중이라는 첩보를 듣자 무장친위대 특공대장 오토 스코르체니와 전직 특수부대 사령관 아드리안 폰 푈케르잠을 헝가리로 급파했다. 히틀러는 헝가리의 항복으로 소련에 항복한 루마니아 왕국과 함께 남쪽 측면을 찔러 발칸반도에 묶여 있는 독일군 백만 명 가량이 포위될 까 두려워했다. 이 작전은 1944년 3월 독일군이 헝가리 전역을 점령한 마르가레테 작전 이후에 일어난 작전으로, 이후에도 히틀러는 헝가리 왕국이 계속 추축국 편에 붙어 있길 원했다.

## 경과

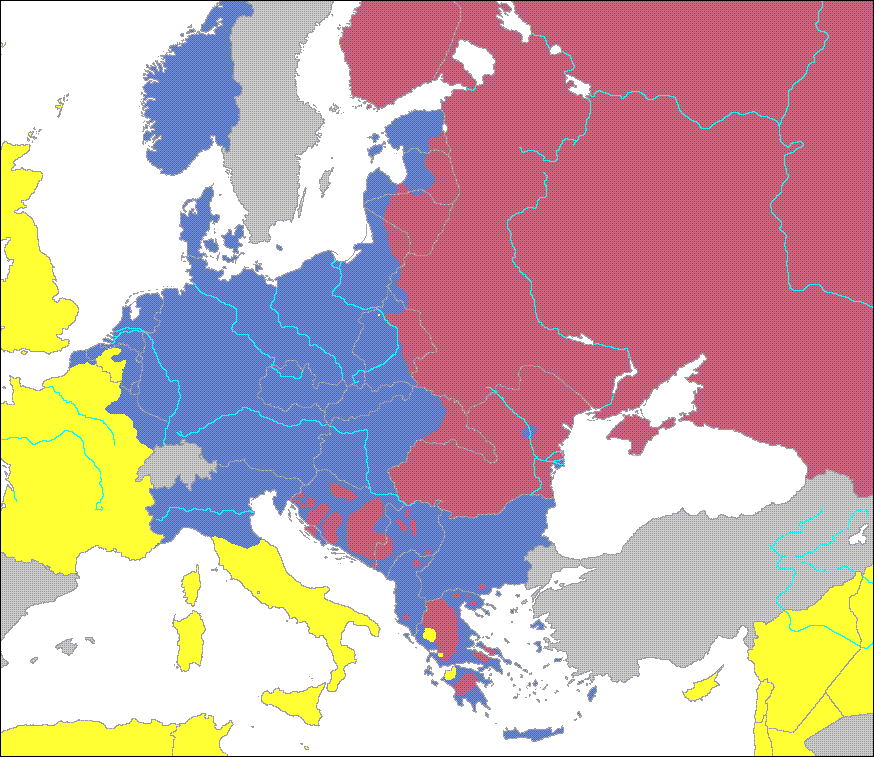
1944년 9월 25일 시점의 유럽 세력도. 파랑색이 추축국, 연한 빨강색이 소련, 노랑색이 연합국이다.

호르티 미클로시의 비밀스러운 항복 움직임을 접한 스코르체니는 호르티를 실각시키라는 명령을 받았다. 당시 호르티의 아들인 호르티 미클로시 주니어는 소련 대표단과 협상하고 있었다. 독일 정보국은 유고슬라비아 사회주의 연방공화국의 지도자 요시프 브로즈 티토의 특사들이 호르티 주니어를 만나기 위해 이어졌던 중개자를 통해 이 소식을 접했다. 호르티 주니어는 비밀 회담장으로 예정되었던 곳 인근에서 수상한 사람을 발견하여 회담을 취소하였다. 10월 15일에야 다뉴브 항만국장인 보르네미서 펠릭스의 집무실에서 두 번째 회의를 열었다. 호르티 주니어는 유고슬라비아 대표가 중요 소식을 가지고 올 것이라 생각했지만, 건물에 들어서자 스코르체니의 군대가 그를 체포하였다. 스코르체니는 호르티 주니어를 납치 후 공항에서 항공편을 통해 빈으로 끌고 갔다. 이후 호르티 주니어는 오스트리아 마우트하우젠의 마우트하우젠 강제 수용소로 끌려갔다.

## 호르티 제독의 휴전 발표
한편 호르티 미클로시는 동부 헝가리 방면 소련군과 접촉하는 미클로시 벨러 장군을 통해 정부 주권을 유지하면서 소련에게 항복하겠다는 내용의 비밀 협상을 진행하고 있었다. 호르티는 반공주의자에 가까웠으나 그는 나치와의 관계보다는 소련과의 관계가 더 낫다고 판단하였다. 협상을 통해 소련은 헝가리의 주권과 자치권을 보장하겠다고 하였다.
호르티는 부다페스트 중심지에 있는 부다 성에 있었다. 이곳에서 호르티는 독일이 헝가리를 전쟁에 억지로 밀어부쳤다고 비난했으며 섭정회의에서 다음과 같이 발언했다.
오늘날 냉정한 시선에서는 독일국이 전쟁에 졌다는 것이 분명하다. 자국의 운명을 결정할 책임이 있는 모든 정부는 이 사실에서 적절한 결론을 도출해야 하는데, 한때 위대한 독일의 정치가였던 비스마르크는 "그 어떤 나라도 동맹을 위한 재물로 희생되어서는 안된다."라고 말했다 ... 나는 전 동맹국에 대항해 헝가리의 명예를 지키기로 결론내렸다. 이 동맹은 약속했던 군사적 지원을 주는 대신 헝가리의 가장 큰 보물인 자유와 독립을 앗아가버렸다. 나는 독일국 대표에게 이전의 적이였던 세력과 군사 휴전을 체결하고 그들에 대한 모든 적대 행위를 중단할 것이라고 통보했다.

1944년 10월 15일 헝가리 시각 오후 2시, 호르티는 전국 라디오 방송을 통해 헝가리와 소련이 휴전 협정을 맺었다고 발표했다. 하지만 독일군은 호르티의 이러한 비밀 협약을 미리 알고 있었으며 헝가리를 독일이 점령하면서 현재 정부를 나치 독일에게 충성하는 정부로 전복시킬 계획을 짜 두고 있었다. 호르티가 휴전 협상에 서명한 직후 나치당의 지원으로 화살십자당이 헝가리 라디오 방송국을 장악했다. 화살십자당은 왕립 헝가리 육군의 최고사령관인 뵈뢰시 야노시의 이름을 사용하여 휴전 협상은 무효라고 선언했다. 부다페스트에 주둔해 있던 헝가리군 2개 부대 사령관과 참모들은 실종되거나 체포되었으며, 화살십자당에 반대해 전투하던 잔존 헝가리군은 패배했다.
한편 스코르체니는 휘하 독일군과 티거 2 전차 4대를 이끌고 부다 성 빈 성문으로 진격했다. 스코르체니의 훌륭한 기습 덕분에 방어 부대는 그가 성의 경계초소에 와서 알았으며 대부분은 쉽개 무장해제 당했다, 스코르체니와 일부 부대원 그리고 티거 2는 부다성에 별다른 교전 없이 왔다. 그 결과 호르티는 독일군을 막을 수 있는 부대가 없다는 것을 깨달았다. 호르티는 "더 이상의 저항을 중지해라"라는 명령을 내렸으며, 전투 30여분 만에 항복하였다.:290

## 호르티 제독의 체포

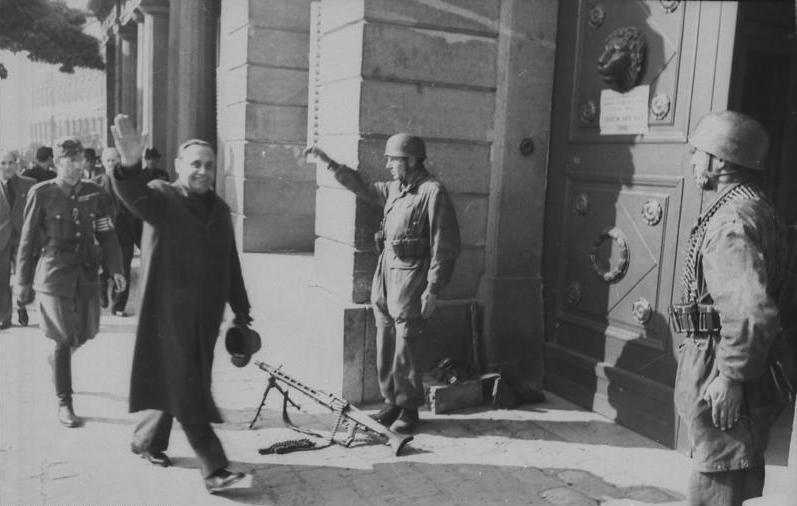
살러시 페렌츠가 쿠데타로 정권을 장악한 후 부다페스트 산도르 궁전으로 입장하는 모습.

10월 15일엔 독일군 에트문트 페젠마이어가 호르티를 체포하였다. 호르티는 무장친위대 사무실에서 하룻밤을 보낸 후 개인 소지품을 챙기기 위해 부다페스트 궁전으로 돌아갔다. 거기서 호르티는 헝가리의 총리 러커토시 게저가 작성한 성명문에 서명하라는 압박을 받았다. 이 성명서에는 소련과의 휴전 협정을 취소하며, 모든 권력을 헝가리 화살십자당 당수 살러시 페렌츠에게 넘긴다는 내용이 있었다. 총리가 성명문에 서명하라는 압박을 한 것도 놀라웠지만, 여기에 러커토시 총리는 호르티 아들도 독일군에게 잡혔다는 소식을 알렸다. 호르티는 페젠마이어 장군에게 이것이 사실이냐고 물었고 페젠마이어는 맞다고 답변했다. 이 성명서는 나치가 지지하는 화살십자당을 집권시키러는 쿠데타 시도임을 알았지만 어쩔 수 없이 서명하였다.
호르티 미클로시는 전후 "나는 살러시 총리를 임명하거나 사임시킨 적이 없다. 나는 단지 내 아들의 생명과 서명을 맞바꾼 것이었다. 기관총을 들고 협박한 사람이 서명하게 시킨 문서 종이쪼가리는 적법하지 않고 효력도 없다."라고 말했다.
페젠마이어 장군은 호르티 주니어를 강제수용소에서 석방하겠다고 약속했으나, 실제로는 1945년 5월 8일 제2차 세계 대전 유럽 전선이 종전할 때까지 계속 갇혀있었다. 호르티 제독은 독일 본토 바일하임 인 오베르바이에른의 한 성으로 끌려가 무장친위대 100여명 병력이 감시한 채 구금되었다. 1945년 5월 1일 미 제7군 사령관 알렉산더 패치가 호르티가 구금되어 있던 성을 찾아냈다. 당시 헝가리는 독일과 함께 항복하지 않고 끝까지 싸웠기 때문에 호르티도 전쟁 포로로 간주되었다. 7개월 후인 1945년 12월 17일 뉘른베르크 교도소에서 풀러나 자유의 몸이 되었다.

## 같이 보기
- 마르가레테 작전